# صريفا

صريفاهي إحدى البلدات اللبنانية، من قضاء صور محافظة الجنوب
.سمًيت بصريفا لأنها كانت مركز كبير للصيرفة لكل القرى المجاورة لها
طقسها معتدل وتعتبر من اجمل المصائف خلال فصل الصيف
وهي نموذج عن القرى التي اشتهرت بالضيافة والكرم وخصوصا" للزائرين والغرباء عن البلدة

## موقعها
تقع صريفا شمالي مدينة صور، على حدود محافظتي الجنوب والنبطية.
تحدها من الشرق بلدات برج قلاويه، الغندورية وفرون، ومن الشمال نهر الليطاني الذي يفصلها عن بلدة كفرصير، ومن الغرب تحدها بلدتي شحور وارزون، ومن الجنوب تتداخل عقاريا مع مزرعة النفاخية.
تتبعها مزارعة نيحا وطير سمحات اداريا وعقاريا.
ومن الجدير بذكر انها مسقط راس ريما فقيه ملكة جمال الولايات المتحدة الامريكية، وبلدة الكابتن الطيار هيثم فقيه، وبلدة البطل خليل زعرور حامل لقب بطولة البحر الابيض المتوسط في المواي تاي.

## سكانها عائلاتها
يبلغ عدد سكانها حوالي 12000 نسمة، من بينهم 4000 ناخب.
في البلدة الكثير من العائلات اكبرها:
نجدي: هي العائلة الأكبر من حيث العدد حوالي900 ناخب قليلة الانتشار على صعيد لبنان.
نزال:هي العائلة الثانية من حيث العدد حوالي 660 ناخب منتشرة في بعض القرى.
فقيه: هي العائلة الثالثة من حيث العدد حوالي 550 ناخب منتشرة في عشرات البلدات الجنوبية.
كريك: هي العائلة الرابعة من حيث العدد حوالي 300 ناخب منتشر في بعض القرى ويتميزون برجالها المنتسبون الى حركة امل والمقاومة ولديهم تاريخ عريق في حرب ال ١٩٨٢_٢٠٠٠_٢٠٠٦